# Mario vs. Donkey Kong
Mario vs. Donkey Kong es un videojuego desarrollado por Nintendo Software Technology (NST) y publicado por Nintendo para Game Boy Advance. Salió al mercado el 24 de mayo de 2004 en América del Norte, el 10 de junio de 2004 en Japón y el 19 de noviembre de 2004 en Europa Occidental.
Mario vs. Donkey Kong es un videojuego protagonizado por Mario y Donkey Kong con una trama similar al Donkey Kong del arcade original, con la diferencia de que esta vez Donkey Kong se ha llevado todos los juguetes Mini-Mario de la fábrica del propio Mario y este debe recuperarlos. 
Mario vs. Donkey Kong cuenta con una secuela para Nintendo DS cuyo título es Mario vs. Donkey Kong 2: March of the Minis (en castellano Mario vs. Donkey Kong 2: La Marcha de los Minis).

## Historia
Donkey Kong, sentado en el sillón de su casa y rodeado por montones de plátanos, se encuentra viendo la televisión. Mientras va cambiando de canales, ve en uno de ellos un anuncio de los juguetes Mini-Mario, los cuales están arrasando en la juguetería. Fascinado por el anuncio, Donkey Kong va derecho a la tienda de juguetes a comprar un Mini-Mario, pero se encuentra con que dichos juguetes se han agotado por completo. Ansioso por conseguir un Mini-Mario, se dirige a la fábrica de Mini-Marios y coge todos los que hay en ella llevándoselos en un saco. A la que sale de la fábrica con intención de marcharse es pillado por el propio Mario. En ese momento Donkey Kong echa a correr y Mario lo sigue para recuperar los Mini-Mario robados, después de pasar muchos niveles Donkey Kong al ser derrotado se entristece por no haber conseguido un Mini-Mario, entonces Mario decide regalarle uno de los juguetes, Donkey Kong se pone feliz al recibir uno y el videojuego acaba.

## Fases
Mario vs. Donkey Kong está dividido en tres grandes zonas o partes principales con distintas fases cada una:
- Normal: Consta de seis mundos más la fase final de Donkey Kong. Cada mundo tendrá ocho fases y los seis primeros niveles de cada uno estarán divididos en dos partes: a y b. En la primera el objetivo será alcanzar la salida, mientras que en la segunda lo que habrá que hacer es alcanzar la Bola con el Juguete de Mini-Mario.

El penúltimo nivel siempre se llamará "mm" y consistirá en llevar a los Juguetes hasta la Caja Final.
La última fase será la de Donkey Kong, y en ella habrá que pelear contra él y derrotarle.
Una vez completados los seis mundos pasarás al nivel Donkey Kong.
- Plus: Para acceder a este mundo es necesario haber completado previamente la zona Normal.

Consta de seis mundos más la fase final de Donkey Kong, como en la primera zona. Las diferencias están dentro de los mundos. En esta ocasión habrá siete fases en lugar de ocho, y las seis primeras ya no estarán divididas en dos, sino que serán niveles independientes. En ellas lo que hay que hacer es alcanzar el Juguete de Mini-Mario y hacer que te siga hasta la Puerta de Salida para que la abra, ya que él tiene la Llave.
El nivel "mm" desaparece y el último, el de Donkey Kong, es similar al de la zona anterior.
- Experto: Esta última parte no solo aparecerá una vez hayas completado las zonas NORMAL y PLUS, sino que además habrá que tener un mínimo de nueve Estrellas.

El modo Experto consta de doce niveles, y los diez primeros solo estarán disponibles dependiendo del número de Estrellas que se hayan obtenido en el juego. Cada nivel requerirá nueve Estrellas, por lo que para abrir las diez primeras será necesario tener todas, es decir, las noventa que hay.
Las dos últimas fases solo estarán disponibles una vez completadas las diez primeras fases.
- Niveles:  la entrada a una empresa de juguetes, una jungla llena de animales, un volcán en erupción, una mansión fantasma, un bosque misterioso con aldeas en los árboles y una ciudad magnética.

## Estrellas
Cada nivel del juego tiene una puntuación predeterminada que hay que superar. Los puntos se obtienen dependiendo del tiempo que se tarde en realizarla, los regalos que se obtengan y los enemigos que se eliminen. Una vez acabado el nivel se sumarán los puntos y, si se logra superar el récord, se obtendrá la Estrella de dicho nivel.
Puesto que las seis primeras fases de la primera zona (NORMAL) se encuentran divididas en dos, el récord a superar será el cómputo de ambas.

## Objetos
En el juego existen diversos objetos que pueden ayudar (o no) a avanzar en las distintas fases.
- Barril: Los Barriles son similares a los Cubos de Basura, pueden usarse como objetos en los que apoyarse o como arma arrojadiza.

- Bloque: Estos bloques se mueven siempre verticalmente y pueden ser usados como ascensores. Hay que tener cuidado, ya que se puede acabar aplastado por ellos si te pillan contra el techo o el suelo.

- Bloque Ayuda: Golpeando estos bloques se reciben pistas e información sobre el juego. Solo se encuentran en fases NORMAL.

- Bloque Bomba: Este tipo de bloque es un obstáculo que solo puede ser eliminado mediante la explosión de una Bomba.

- Bola de Juguete de Mini-Mario: Hay que coger estas bolas para salir de la segunda parte de cada fase en NORMAL. Dentro se encuentra un Juguete de Mini-Mario.

- Botones de Color: Los hay Rojos, Amarillos y Azules. Al pisar un botón de este tipo aparecerán elementos de su color (bloques, escaleras, plataformas), pero en contrapartida se quitarán los que tengan un color diferente (si los hubiere).

- Cable: Estos cables se utilizan para pasar enganchado a ellos o alcanzar zonas muy altas. Para hacer esto último hay que esperar a que Mario alcance cierta velocidad para soltarte y salir disparado hacia arriba.

- Caja de Juguetes: En estas cajas hay que meter a los Juguetes de Mini-Mario de los niveles "mm" en NORMAL. Con ello se conseguirá acabar el nivel.

- Cañón y Bomba: De estos cañones saldrán Bombas con las que poder romper los Bloques Bomba.

- Cinta Transportadora: Es una clase de suelo que al pisarlo te llevan en la dirección a la que apunten sus flechas. Si en el nivel hay algún Interruptor de Transportadores se podrán cambiar de sentido.

- Cubo de Basura: Estos objetos pueden usarse como apoyo para alcanzar lugares elevados o pasar zonas de pinchos, y como arma, para eliminar enemigos.

- Frutas: Estas frutas se dejan caer sobre los enemigos para así acabar con ellos.

- Interruptor de Transportadores: Los interruptores sirven para cambiar el sentido en el que se mueven las Cintas Transportadoras y las Plataformas Móviles.

- Juguete de Mini-Mario: Estos juguetes siguen a Mario hasta las Puertas de Salida en las fases PLUS para salir de sus niveles.

- Letras "TOY": Hay que coger estas tres letras en los niveles "mm" para abrir la Caja de Juguetes.

- Llave: Con ellas se pueden abrir la Puerta de Salida de un nivel.

- Martillo: La única utilidad de los Martillos es la de usarlos como arma para acabar con los enemigos de un nivel.

- Muelle: Utilizando este muelle se puede rebotar y alcanzar así lugares elevados.

- Plataforma Hundible: Estas plataformas se caerán al poco tiempo de pisarlas, pero a los pocos segundos volverán a aparecer en su lugar original. A veces vendrá bien bajar subido en ellas a modo de ascensor.

- Puerta de Salida: Sirve para salir de cierto tipo de niveles. Para abrirla será necesario llegar hasta ella con la Llave o con el Juguete de Mini-Mario (depende del tipo de nivel).

- Regalos: La única utilidad que tienen los Regalos es la de obtener puntos con los que conseguir las Estrellas.

- Suelo Frágil: Se trata de un tipo de suelo que desaparece a los pocos segundos de pisarlos. Hay que tener mucho cuidado con ellos, ya que no volverán a aparecer.

- Vida Extra: Como su propio nombre indica, este objeto proporcionará una Vida Extra.

## Movimientos
Con el manejo de Mario se pueden realizar diversos movimientos diferentes:
- Salto sobre muelle: Salta sobre un Muelle, y cuando se extienda pulsa A para rebotar hacia arriba.

- Ver la pantalla: Pulsa los botones L y R a la vez para poder mover la pantalla a tu antojo y verla entera.

- Girar y saltar: Agárrate a un Cable, pulsa el mando hacia arriba para hacer girar a Mario y cuando alcance gran velocidad, pulsa A para salir disparado hacia arriba.

- Lanzar objetos hacia arriba: Pulsa B sobre un objeto para cogerlo, luego pulsa el mando hacia arriba y sin soltarlo vuelve a pulsar B para lanzarlo hacia arriba.

- Saltar y lanzar:. Es similar al movimiento anterior. La diferencia es que habrá que hacerlo en el aire tras dar un salto.

- Hacer el Pino: Pulsa el mando hacia abajo y sin soltarlo pulsa A. Así podrás hacer el pino. Una vez así te moverás más lento, pero evitarás que te dañen ciertos objetos que caen desde arriba.

- Saltar haciendo el Pino: Haz el pino y una vez así pulsa A. De esta forma darás un salto más alto de lo normal.

- Doble Voltereta: Haz un salto haciendo el pino, y según caigas al suelo pulsa A rápidamente. De esta forma harás un salto todavía más alto que el salto haciendo el pino.

- Salto hacia atrás: Ve corriendo hacia una dirección y pulsa el mando hacia el lado contrario junto con el botón A. De esta manera harás un salto hacia atrás bastante alto.

## Remake
El 14 de septiembre de 2023, por medio de un Nintendo Direct, se anunció el lanzamiento de un remake del videojuego para Nintendo Switch, y se lanzó el 16 de febrero de 2024.